# Irlhamer Moos

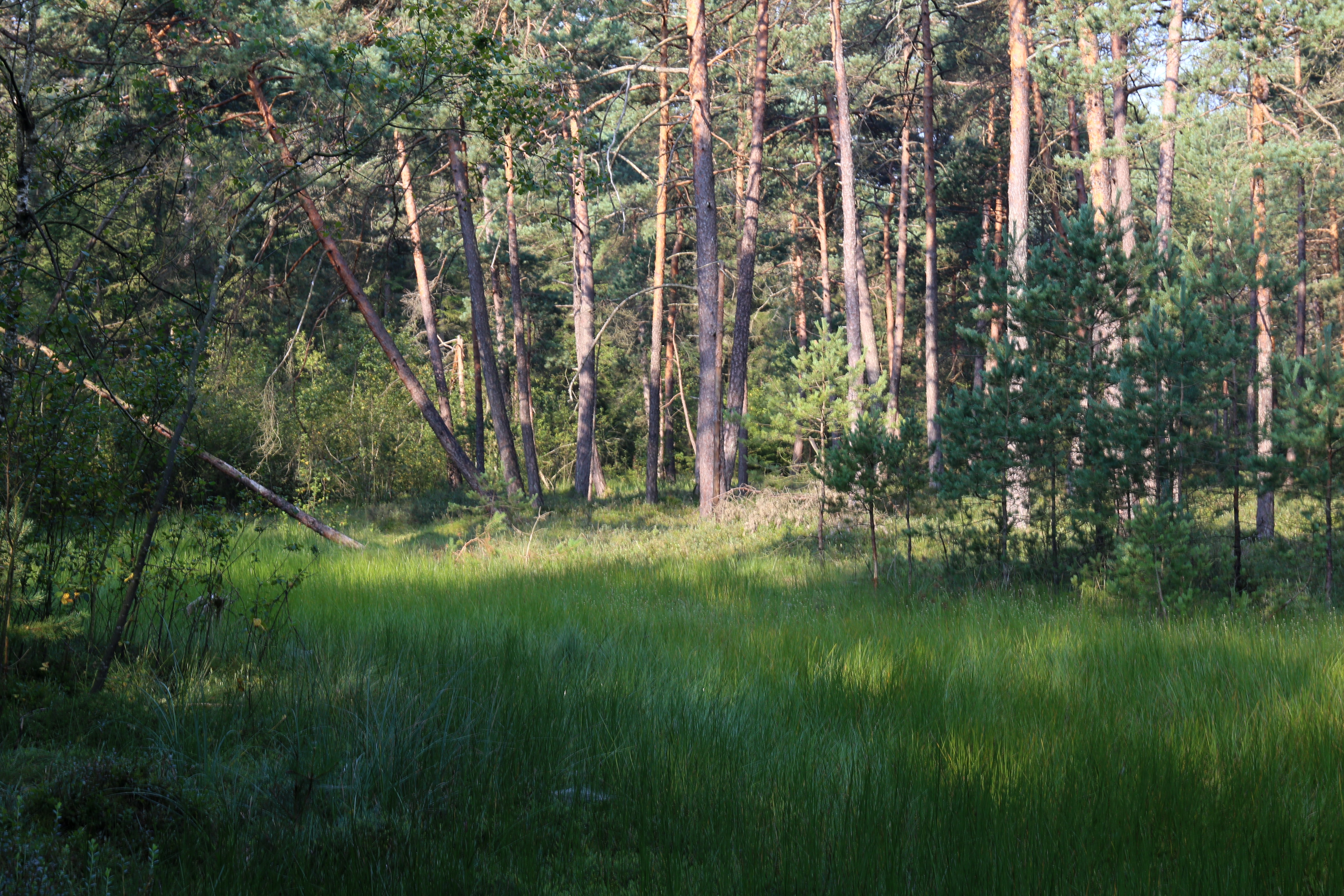
Irlhamer Moos

Das Naturschutzgebiet Irlhamer Moos liegt auf dem Gebiet der Gemeinde Babensham im Landkreis Rosenheim in Oberbayern.
Das 38,0 ha große Gebiet mit der Nr. NSG-00059.01, das im Jahr 1951 unter Naturschutz gestellt wurde, erstreckt sich südlich des Babenshamer Ortsteils Irlham. Nordwestlich des Gebietes verläuft die St 2092, westlich fließt der Inn.